# Hambleton
Hambleton war ein District in der Grafschaft North Yorkshire in England. Verwaltungssitz war die Stadt Northallerton. Weitere bedeutende Orte sind Bedale, Easingwold, Great Ayton, Stokesley und Thirsk.
Der Bezirk wurde am 1. April 1974 gebildet und entstand aus der Fusion des Urban District Northallerton, der Rural Districts Bedale, Easingwold und Northallerton sowie Teilen der Rural Districts Croft und Thirsk. Er bestand bis 2023.
Koordinaten: 54° 20′ N, 1° 26′ W